# Leptopyrgota caelifera
Leptopyrgota caelifera är en tvåvingeart som beskrevs av Georges Bernardi 1992. Leptopyrgota caelifera ingår i släktet Leptopyrgota och familjen Pyrgotidae. Inga underarter finns listade i Catalogue of Life.